# Нечаївка (Конотопський район)
Неча́ївка — село в Україні, у Конотопському районі Сумської області. Населення становить 255 осіб. До 2020 орган місцевого самоврядування — Гвинтівська сільська рада.

## Географія
Село Нечаївка розташоване на лівому березі річки Сейм, вище за течією на відстані 6 км розташоване село Зарічне, нижче за течією на відстані 1 км розташоване село Духанівка. На відстані 2 км розташоване село Гвинтове.
Річка у цьому місці звивиста, утворює лимани, стариці та заболочені озера, у тому числі озера Коничеве та Колдобань.

## Історія

Група братських могил радянських воїнів

- За даними на 1862 рік у власницькому селі Путивльського повіту Курської губернії мешкала 521 особа (257 чоловіків та 264 жінки), налічувалось 60 дворових господарств[1].
- Станом на 1880 рік у колишньому власницькому селі Гвинтівської волості мешкало 754 особи, налічувалось 107 дворових господарств[2].
- Село постраждало внаслідок геноциду українського народу, проведеного урядом СССР 1932—1933 та 1946–1947 роках, встановлено смерті не менше 2 людей[3].
  - 12 червня 2020 року, відповідно до розпорядження Кабінету Міністрів України № 723-р «Про визначення адміністративних центрів та затвердження територій територіальних громад Сумської області», село увійшло до складу Буринської міської громади[4].
  - 19 липня 2020 року, в результаті адміністративно-територіальної реформи та ліквідації Буринського району, увійшло до складу новоутвореного Конотопського району[5].

## Економіка
- Молочно-товарна ферма.

## Соціальна сфера
- Фельдшерсько-акушерський пункт.

## Відомі люди
- Трофімцева Ольга Василівна — українська політична діячка та підприємиця, т.в.о. міністра аграрної політики та продовольства України, доктор аграрних наук.